# Dagfinn Føllesdal
Dagfinn Kåre Føllesdal, född 22 juni 1932 i Askim, är en norsk filosof. 
Han har studerat matematik, fysik och astronomi i Oslo och Göttingen, och filosofi vid Harvard, där han tog doktorsgraden 1961. Han var assistent till Arne Næss och studerade under W. V. O. Quine. Han har varit professor vid Harvard, Oslo och Stanford, och gästprofessor vid Berkeley och Collège de France.
Han är medlem av ett stort antal akademier i Norge och utlandet, bland annat utländsk ledamot av Finska Vetenskaps-Societeten sedan 1975 och av Kungliga Vetenskapsakademien sedan 1991, och har fått en rad prestigefyllda priser. Det kungliga norska hovet kungjorde den 10 mars 2009 att kungen har utnämnt Føllesdal til kommendör av St. Olavs Orden "för hans insats för filosofi och etik.»
Hans arbeten behandlar problem i såväl analytisk filosofi som fenomenologi.